# 阿赫塔蘭達河
阿赫塔蘭達河是俄羅斯的河流，由薩哈共和國負責管轄，河道全長302公里，流域面積約15,700平方公里，河水主要來自融雪和雨水，最終注入維柳伊河，主要支流有巴特爾河。